# Phyllanthus meyerianus
Phyllanthus meyerianus är en emblikaväxtart som beskrevs av Johannes Müller Argoviensis. Phyllanthus meyerianus ingår i släktet Phyllanthus och familjen emblikaväxter. Inga underarter finns listade i Catalogue of Life.